# 陪你很久很久
《陪你很久很久》（英語：Stand By Me），是一部於2019年上映的青春愛情電影，由李淳、邵雨薇、蔡瑞雪、宋柏緯領銜主演，2019年10月25日於台灣上映，同年11月7日香港上映，2021年9月9日中國大陸上映。台灣OTT平台LiTV 線上影視上架。

## 簡介
電影取材自宋小君短篇小說《領跑員》。

## 演員列表

### 主要演員
| 演員姓名 | 角色名稱     | 介紹                                                                                 |
| 李淳     | 趙玖秉(九餅) | 薄荷的青梅竹馬，暗戀著薄荷。                                                         |
| 邵雨薇   | 梁薄荷       | 九餅的青梅竹馬，麥子的女朋友，後因麥子未告知她要出國之事而提分手，之後又跟麥子結婚。 |
| 蔡瑞雪   | 夏天         | 高中生，棗道餅舖的老闆千金。為了賺取大學學費，而讓九餅成為他的室友，暗戀九餅。       |

### 其他演員
| 演員姓名 | 角色名稱   | 介紹                                                             |
| 宋柏緯   | 麥子       | 大三物理系的學長，薄荷的男朋友，後與薄荷分手，之後又跟薄荷結婚。 |
| 胡桓瑋   | 阿傑       | 九餅和吹雞的好兄弟。                                             |
| 林鶴軒   | 吹雞       | 本名崔鋒基，生化系宅男。九餅和阿傑的好兄弟。                     |
| 屈中恆   | 夏健       | 夏天父親，棗道餅舖的老闆。                                       |
| 劉紀範   | 麗花       | 薄荷的宿舍室友。                                                 |
| 王家梁   | 安宇       | 大學助教。偷偷關注著薄荷。                                       |
| 瑋哥     | 粉紅男     | 棗道餅舖的顧客。瘋狂愛慕著夏天。                                 |
| 鐵牛     | 咖啡廳客人 | 薄荷工作的咖啡廳顧客。                                           |
| 柯佳嬿   | 女明星     |                                                                  |
| 蔡淑臻   | 訓練員     | 九餅的領跑訓練員。                                               |

## 獎項紀錄
| 年份   | 單位         | 獎項         | 入圍者                             | 結果 |
| ------ | ------------ | ------------ | ---------------------------------- | ---- |
| 2019年 | 第56屆金馬獎 | 最佳改編劇本 | 賴孟傑、劉雪容、十三月股份有限公司 | 提名 |

## 外部連結
- 陪你很久很久的Facebook專頁